# Videocon d2h
Videocon d2h est une société indienne de télévision payante, fournissant un service de radiodiffusion directe par satellite - y compris la télévision par satellite, la programmation audio et les services de télévision interactive - en Inde. 
Videocon d2h compte 11,86 millions d'abonnés en mars 2016.
Le 11 novembre 2016, le conseil d'administration de Videocon d2h et Dish TV a accepté une fusion intégrale de leurs opérations DTH. La fusion créera le plus grand fournisseur de DTH en Inde avec une évaluation totale de 2,6 milliards de dollars. L'entité fusionnée s'appellera Dish TV Videocon. Dish TV possèdera une participation de 55,4 % dans l'entité fusionnée, tandis que Videocon d2h sera propriétaire des actions restantes. Les deux sociétés combinées auront 27,6 millions d'abonnés sur les quelque 175 millions de ménages indiens qui possèdent une télévision,,. L'accord est assujetti aux approbations réglementaires, qui prendra au moins 8 mois.